# Hang On
Hang On (em português: Espera) é uma música da banda americana de rock Weezer, lançada a 15 de Fevereiro de 2011 como o segundo single do seu oitavo álbum, Hurley. A versão do álbum de "Hang On" foi co-composta por Rick Nowels e apresenta o actor canadiano Michael Cera como vocalista de apoio e no mandolin enquanto a versão do single não apresenta mandolin e é considerada por ter um "som mais clássico dos Weezer".

## Recepção
A Alternative Press afirma que a música é uma das melhores de Hurley em conjunto com a música "Run Away", salientando a sua singularidade e comentando que "o som e letra são musicalmente honestos, tal como qualquer parte de Pinkerton". A Rolling Stone refere a música como uma "poderosa balada celeste".

## Lista de Faixas
| N.º | Título    | Compositor(es)            | Duração |  |
| 1.  | "Hang On" | Rivers Cuomo, Rick Nowels | 3:33    |  |

## Pessoal
- Rivers Cuomo — guitarra principal, vocalista
- Patrick Wilson — percussão
- Brian Bell — guitarra, vocalista de apoio
- Scott Shriner — baixo, vocalista de apoio
- Michael Cera — vocalista de apoio, mandolin
- Tony Berg — sanfona